# Libanesische Frauenfußball-Meisterschaft 2018/19
Die Libanesische Frauenfußball-Meisterschaft 2018/19 war die 11. Spielzeit der libanesischen Fußballliga der Frauen. Titelverteidiger war Zouk Mosbeh.

## Modus
Die Hauptrunde fand in Form zweier Gruppen statt. Die besten zwei Mannschaften jeder Gruppe qualifizierten sich für die Meisterschaftsspiele, welche ebenfalls in Form einer Gruppenphase ausgetragen worden ist. Die beiden besten Mannschaften spielten anschließend um die Meisterschaft. Die Hauptrunde fand im November statt und die Meisterschaftsspiele im Dezember 2018.

## Teilnehmer
| - Zouk Mosbeh - ÓBerytus - Terdeba Stars - Beirut Football Academy - Sporting High - Tripoli United - Hoops | - Stars Academy for Sports - al-Akhaa al-Ahli Aley - Salam Zgharta - Zakafi Chhim - Kfarchima - Jabal Al-Shaykh |

## Hauptrunde

### Gruppe A
| Pl. | Verein                  | Sp. | S | U | N | Tore    | Diff. | Punkte |
| --- | ----------------------- | --- | - | - | - | ------- | ----- | ------ |
| 1.  | Zouk Mosbeh (M) 1       | 2   | 2 | 0 | 0 | 022:000 | +22   | 06     |
| 2.  | ÓBerytus 1              | 1   | 1 | 0 | 0 | 001:000 | +1    | 03     |
| 3.  | Beirut Football Academy | 2   | 1 | 0 | 1 | 005:100 | +4    | 03     |
| 4.  | Sporting High           | 1   | 1 | 0 | 0 | 003:000 | +3    | 03     |
| 5.  | Tripoli United          | 1   | 0 | 0 | 1 | 000:300 | −3    | 0      |
| 6.  | Terdeba Stars           | 1   | 0 | 0 | 1 | 000:120 | −12   | 0      |
| 7.  | Hoops                   | 2   | 0 | 0 | 2 | 000:150 | −15   | 0      |

Zum 6. Spieltag:
Zum Saisonende 2017/18:
(M) – Amtierender Meister: Zouk Mosbeh
Anmerkung:

### Gruppe B
| Pl. | Verein                     | Sp. | S | U | N | Tore    | Diff. | Punkte |
| --- | -------------------------- | --- | - | - | - | ------- | ----- | ------ |
| 1.  | Stars Academy for Sports 2 | 3   | 3 | 0 | 0 | 033:100 | +32   | 09     |
| 2.  | al-Akhaa al-Ahli Aley 2    | 2   | 2 | 0 | 0 | 023:000 | +23   | 06     |
| 3.  | Salam Zgharta              | 2   | 1 | 0 | 1 | 010:110 | −1    | 03     |
| 4.  | Zakafi Chhim               | 3   | 1 | 0 | 2 | 006:200 | −14   | 03     |
| 5.  | Kfarchima                  | 2   | 0 | 0 | 2 | 002:100 | −8    | 0      |
| 6.  | Jabal Al-Shaykh            | 2   | 0 | 0 | 2 | 000:320 | −32   | 0      |

Zum 5. Spieltag:
Anmerkung:

## Meisterschaftsrunde

### Abschlusstabelle
| Pl. | Verein                     | Sp. | S | U | N | Tore    | Diff. | Punkte |
| --- | -------------------------- | --- | - | - | - | ------- | ----- | ------ |
| 1.  | Zouk Mosbeh (M) 3          | 2   | 1 | 1 | 0 | 009:100 | +8    | 04     |
| 2.  | Stars Academy for Sports 3 | 2   | 1 | 1 | 0 | 007:100 | +6    | 04     |
| 3.  | al-Akhaa al-Ahli Aley      | 1   | 0 | 0 | 1 | 000:600 | −6    | 0      |
| 4.  | ÓBerytus                   | 1   | 0 | 0 | 1 | 000:800 | −8    | 0      |

Zum 3. Spieltag:
Zum Saisonende 2017/18:
(M) – Amtierender Meister: Zouk Mosbeh
Anmerkung:

### Finalspiel
Das Finalspiel fand im Dezember statt. Der Gewinner des Finalspieles wurde Libanesischer Meister 2018/19.
|                          | Ergebnis |             |
| ------------------------ | -------- | ----------- |
| Stars Academy for Sports | 2:1      | Zouk Mosbeh |